# Scattergories
Scattergories és un joc de paraules de la casa Hasbro que consisteix a buscar mots que comencin per una lletra determinada i s'adeqüin a una de les categories donades en un temps determinat; per exemple cal trobar un riu, una cosa que estigui a l'habitació i un personatge de dibuixos animats que comencin per la lletra D. A cada targeta hi ha deu categories, de les que es juguen tres rondes (amb tres lletres diferents). Al final de cada ronda les paraules repetides no puntuen i s'anota un punt per cada mot correcte, a judici de la resta de participants. Qui obté més punts guanya el joc.
Scattergories és la versió en joc de taula d'un joc tradicional i compta amb una versió televisiva que va emetre's a la NBC estatunidenca. Per jugar bé es necessita tenir un vocabulari mínim i ser capaç de pensar i escriure ràpid.